# Donauhochwasser 1954

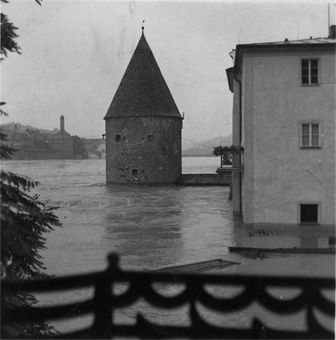
Schaiblingsturm in Passau

Das Donauhochwasser 1954 war ein außergewöhnlich starkes Hochwasserereignis, ausgelöst durch Regenfälle im bayerischen und österreichischen Alpenvorland vom 7. bis 11. Juli 1954.

## Verlauf

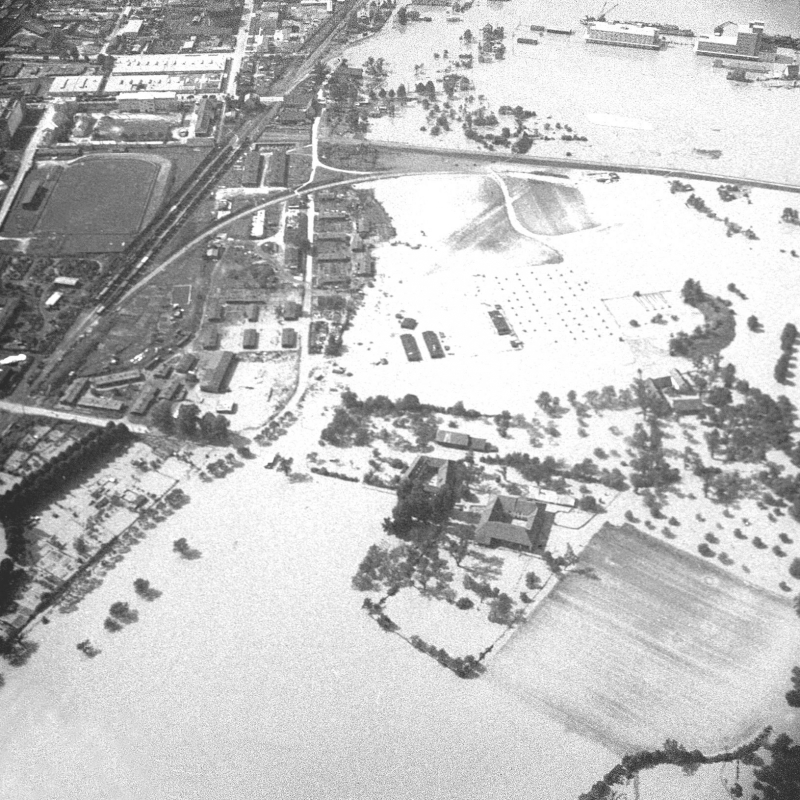
Überflutung beim Linzer Vöest-Gelände (13. Juli 1954)

Bereits seit dem 27. Juni hatte es im Alpenvorland täglich geregnet, dieser Regen verstärkte sich ab dem 1. Juli und ging dann ab 7. Juli in Hochwasserregen über. Die Niederschläge im südöstlichen Bayern von 7. bis 11. Juli betrugen über 400 mm, im Bayerischen Wald über 250 mm. Durch Zuflüsse verursacht, führte die Donau ab Regensburg extremes Hochwasser. Der Inn führte bei seiner Mündung in Passau am 10. Juli fast die dreifache Menge des Donauwassers und erreichte beinahe den Pegel des Jahres 1899. In Bayern mussten 9000 Personen evakuiert werden, es gab zwölf Todesopfer, über 150.000 ha waren überschwemmt. In Oberösterreich war dieses Hochwasser das stärkste des 20. Jahrhunderts. Im Linzer Stadtgebiet waren 2000 ha überschwemmt, 5500 Personen mussten evakuiert werden. Der Pegel in Linz stieg am 11. Juli auf 9,62 m, dies wurde auch vom Donauhochwasser im August 2002 nicht wieder erreicht (8,20 m). Die Überflutungen im Eferdinger Becken entsprachen der dreifachen Größe des Traunsees. Da die Niederschläge in den Gebieten von Enns und Traun geringer ausfielen und die Abflussspitzen der niederösterreichischen Donauzubringer einige Tage zuvor abgeflossen waren, flachte die Hochwasserwelle ab Mauthausen ab. In Wien wurden unter anderem die Wehlistraße, der Handelskai und das Radstadion im Prater überschwemmt.